# Hoplodactylus
Genre
Hoplodactylus est un genre de gecko de la famille des Diplodactylidae.

## Répartition
Les espèces de ce genre sont endémiques de Nouvelle-Zélande.

## Description
Ce sont des lézards nocturnes, d'aspect plutôt massif de couleur variable – généralement des variantes de brun et de beige, bien que certains aient du vert aussi –, à bandes transversales ou longitudinales selon les espèces.
Certaines espèces peuvent changer de teinte, et devenir plus sombres ou plus clairs pour réguler l'absorption de la chaleur.

## Liste des espèces
Selon The Reptile Database (5 septembre 2012) :
- Hoplodactylus delcourti Bauer & Russell, 1986
- Hoplodactylus duvaucelii (Duméril & Bibron, 1836)

## Taxinomie
Ce genre a été démembré, car polyphylétique, depuis une étude génétique de Nielsen et al. publiée en 2011. Des espèces qui appartenaient à ce genre ont été placées dans les genres Dactylocnemis, Mokopirirakau, Toropuku, Tukutuku et Woodworthia.

## Publication originale
- Fitzinger, 1843 : Systema Reptilium, fasciculus primus, Amblyglossae. Braumüller et Seidel, Wien, p. 1-106. (texte intégral).